# Daniel Addo (Fußballspieler, 1976)
Daniel Addo (* 6. November 1976 in Accra) ist ein ehemaliger ghanaischer Fußballspieler.

## Karriere

### Vereine
Addo machte in jungen Jahren auf sich Aufmerksam, als er einer der Leistungsträger der U17-Nationalmannschaft von Ghana war, die 1991 in Italien den Weltmeistertitel gewinnen konnte. Zu diesem Zeitpunkt spielte der 1,70 m große Mittelfeldspieler noch in seiner Heimat bei den Accra Great Olympics. Im Jahr 1993 folgte mit 15 Jahren der Wechsel nach Europa zu Bayer 04 Leverkusen. Da er sich in Leverkusen nie durchsetzen konnte und in drei Jahren kein Spiel für die erste Mannschaft bestritt, wechselte er 1998 zu Fortuna Düsseldorf in die 2. Bundesliga. In seiner ersten Saison als Stammspieler im Profifußball stand am Ende der Abstieg in die Regionalliga. Es folgte der Wechsel zum Ligakonkurrenten Karlsruher SC, doch auch hier konnte er einen erneuten persönlichen Abstieg aus der 2. Bundesliga nicht verhindern. Nach einer Saison in Karlsruhe kehrte zu Fortuna Düsseldorf zurück, spielte im Regionalliga-Team aber keine Rolle. Addo kam nur noch zu zwei weiteren Einsätzen für die Rheinländer. Zur Saison 2001/02 wechselte Addo in die Oberliga zu Wormatia Worms. Es folgten weitere Stationen beim FC Lustenau 07 in der zweiten österreichischen Liga, beim Nejmeh Club im Libanon, bei Vardar Skopje in Mazedonien und schließlich beim AEL Limassol auf Zypern.
Insgesamt bestritt Addo 44 Spiele in der 2. Bundesliga in denen er zwei Tore schoss.

### Nationalmannschaft
Neben der U17-Weltmeisterschaft 1991, nahm er auch an der Ausgabe 1993 in Japan teil. Im selben Jahr spielte er auch mit der U20-Nationalmannschaft bei der Junioren-Weltmeisterschaft in Australien. Seine überragenden Leistungen bei diesen Turnieren weckten hohe Erwartungen in seiner Heimat, sodass er dort auch unter dem Spitznamen "The Darling Boy" bekannt ist.
Für die A-Nationalmannschaft bestritt Addo 27 Länderspiele, bei denen ihm zwei Tore gelangen. Unter anderem Stand er für sein Heimatland beim Afrika-Cup 1996 in Südafrika und 2000 im Ghana und Nigeria auf dem Platz.

## Erfolge
- U17-Weltmeister: 1991